# Hillsong

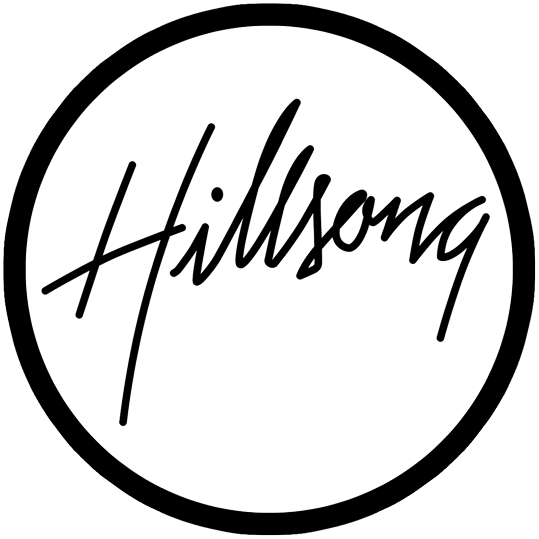
Hillsong logo.

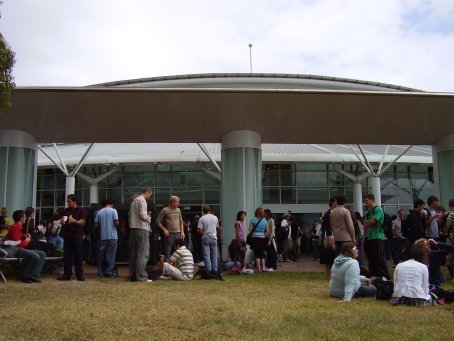
Hoofdingang van Hillsong Church (Hills Campus, Sydney)

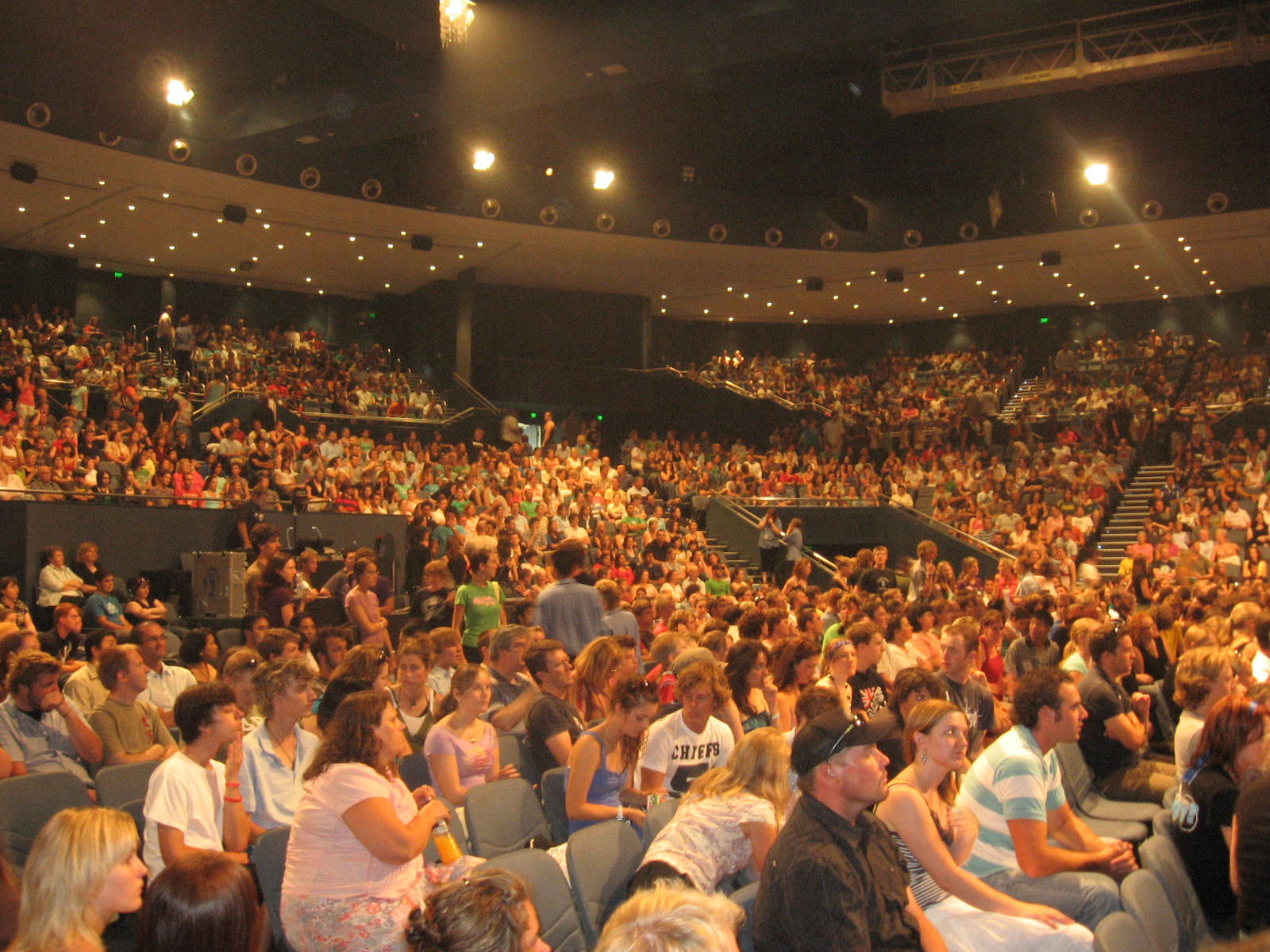
Binnen in de grote zaal van Hillsong Church (Hills Campus, Sydney)

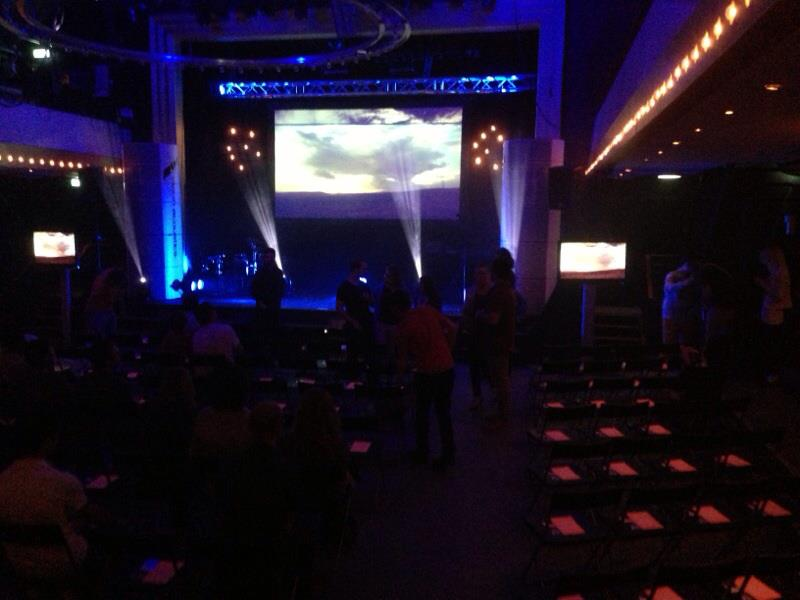
Voormalige kerkzaal Nederlandse Hillsongdochtergemeente in Amsterdam

De Hillsong Church is een invloedrijke keten van pinkstergemeenten die haar oorsprong heeft in Sydney, Australië en lokale afdelingen heeft in meer dan twintig landen. De kerk werd vanaf de oprichting in 1983 tot 2022 vanuit Sydney geleid door Brian Houston en zijn echtgenote Bobbie, de oprichters en senior pastors van Hillsong Church. Na hun aftreden zijn Phil en Lucinda Dooley, die eerder de Hillsong afdelingen in Zuid-Afrika op poten zetten, eerst tijdelijk en na twaalf maanden definitief als senior pastors aangesteld. 
Met bezoekersaantallen boven de tweeduizend man kan de kerk op veel locaties gedefinieerd worden als een megakerk. Iedere week komen wereldwijd meer dan honderdduizend bezoekers naar de kerkdiensten van Hillsong. Daar wordt het Woord van God verkondigd en ervaren de mensen Gods aanwezigheid door aanbidding, met onder andere muziek van de aanbiddingsleiders Joel Houston, en Reuben Morgan. De kerk heeft in het verleden ook bekende worshipartiesten als Darlene Zschech, Brooke Ligertwood en Taya Gaukrodger voortgebracht. De diensten definiëren zich door een modern relevant karakter, waarbij ze op alle  terreinen (muziek, multimedia, presentatie, prediking, gastvrijheid) willen excelleren en zo de kerkdienst als een positieve beleving aanbieden, zonder op leer of inhoud te willen inboeten.
Opvallend is dat Hillsong geen geregistreerd lidmaatschap voor kerkleden kent. Wie aanwezig is wordt meteen als deel van de gemeenschap gezien is de gedachtegang. Sinds 2010 is Hillsong ook in Nederland actief.

## Geschiedenis
In 1983 werd Hillsong opgericht als 'The Hills Christian Life Centre' door Brian Houston. Vanaf de eerste dienst op 14 februari 1983 met 45 bezoekers groeide de kerk door de "aansprekende manier" waarmee Houston de kerk leidde. Nadat de Worship-cd’s van de kerk bekendheid kregen onder de naam Hillsong, werd de kerk omgedoopt tot de Hillsong Church. In de jaren na de oprichting bleef het aantal bezoekers in Sydney groeien tot 21.000 vaste bezoekers anno 2010.
Hillsong Australië heeft een hoofdvestiging in Sydney (The Hills Campus), waar de grote samenkomsten zijn, maar ook twee andere Sydney-'campussen' (The City en South West). Verder worden vanuit diverse andere Australische steden kerkdiensten, kerkgerelateerde activiteiten en sociaal werk georganiseerd en gecoördineerd. 
Sinds 1999 is Hillsong wereldwijd nieuwe kerken in bekende metropolen gaan opzetten. In eerste instantie werden dochtergemeentes opgezet in Londen, Kaapstad en Kiev. Sinds 2010 is het aantal locaties in Australië, Zuid-Afrika, Europa, de Verenigde Staten en Zuid-Amerika snel gegroeid. In 2022 had Hillsong locaties in 30 landen. Veel van deze lokale kerkgemeenschappen komen samen in theaters of nachtclubs, alsook in theaters, concertzalen en congrescentra. Naast de lokale kerkgemeenschappen organiseert Hillsong jaarlijks een aantal conferenties, geven ze muziek uit en touren ze met meerdere worshipbands over de wereld.
Op 3 november 2013 werd in Sidney het 30-jarig bestaan gevierd met een themadienst die rechtstreeks op alle Australische Hillsong-locaties werd uitgezonden. Sinds 2016 heeft Hillsong een eigen televisiekanaal dat in een aantal landen uitzendt.  

## Theologie
De Hillsong-gemeenten behoren tot de evangelische en pinkstergemeenten. Men gelooft dat de Bijbel Gods Woord is, de enige waarheid die  gezaghebbend is en toepasbaar in het dagelijks leven. Ze geloven dat Jezus Christus door God gezonden is en de enige verwekte Zoon van de Vader is, die de mensheid met God verbindt door zijn dood en opstanding. De kerk gelooft in vergeving van de zonde. Binnen Hillsong gelooft men dat mensen, om een vruchtbaar christelijk leven te leiden, onder andere de doop in de Heilige Geest moeten zoeken en dat de Heilige Geest het gebruik van geestelijke gaven mogelijk maakt, waaronder het spreken in tongen, dat bekend staat als Christelijke glossolalie.
De standpunten van Hillsong over niet-centrale delen uit de geloofsleer zijn divers, hoewel individuen misschien een openbaar standpunt hebben ingenomen over veel actuele kwesties in het hedendaagse christendom die in overeenstemming zijn met de gangbare pinksterbeweging. Hieronder valt bijvoorbeeld verzet tegen embryonaal stamcelonderzoek en abortus op basis van een overtuiging dat het menselijk leven begint bij de conceptie. Hillsong heeft zijn steun verklaard aan het creationisme en Intelligent Design. Het is ook van mening dat het praktiseren van homoseksualiteit in strijd is met Bijbelse leer, maar benadrukt dat het homoseksuelen niet veroordeelt.
Opmerkelijk is dat er geen verwijzingen op de website van Hillsong te vinden zijn naar de Apostolische geloofsbelijdenis of andere oude belijdenissen.

## Invloed
Hillsong werd in eerste instantie wereldwijd bekend vanwege zijn muziek die in veel kerken werd overgenomen. Ook worden veel voorgangers van Hillsong op grote conferenties geboekt.
Hillsong onderhoudt sterke relaties met andere pinkstergemeentes met een soortgelijk karakter die Hillsong als direct voorbeeld zien. Dit netwerk noemen ze Hillsong Family. In Nederland zijn de kerken van City Life Church daar een voorbeeld van.
Daarnaast is er een breder netwerk voor kerken die geïnteresseerd zijn in de manier van werken van Hillsong maar minder sterk op Hillsong gericht zijn. Dit heet Hillsong Network.

## Hillsong Music
Hillsong is wereldwijd bekend om de Worship-cd's en -dvd's die jaarlijks uitkomen.
In 1992 kwam het eerste album The power of Your love uit. Toen in 1995 het derde album People just like us uitkwam, werd Hillsong Music invloedrijk over de hele wereld. Het bevatte het lied "Shout to the Lord" van Darlene Zschech en werd vooral in Nederland bekend, vertaald en als "Mijn Jezus, mijn Redder" in de opwekkingsliederenbundel opgenomen (Opw. nr. 461). In de jaren daarna zouden nog vele van Hillsong afkomstige liederen in de bundel opgenomen worden.
Eigen liederen worden aangeleverd door aanbiddingsleiders van Hillsong. Een enkele keer wordt ook een lied van buiten de kerk binnengehaald en opgenomen. De populariteit van Hillsong nam eind jaren 90 toe toen het jongerenwerk van Hillsong, destijds Hillsong United genaamd, de gelijknamige band in 1998 het eerste album liet opnemen dat wereldwijd onder christelijke jongeren aansloeg. Vijftien jaar later werd op dezelfde manier de volgende jongerenband, Hillsong Young & Free, gelanceerd.
Behalve de algemene Hillsong-albums die onder de naam Hillsong Live worden uitgegeven, worden ook de cd's en dvd's en (blad)muziekboeken van Hillsong United, Hillsong Young & Free, Hillsong London en Hillsong Kids (de kinderafdeling) door Hillsong Music uitgegeven.
Naast muziek worden er ook boeken en studies van onder anderen Brian en Bobbie Houston (het voormalig voorgangersechtpaar van Hillsong) hier uitgegeven.

## Schandalen

### Seksueel misbruik Frank Houston
In 2000 dwong senior pastor Brian Houston zijn vader, Frank Houston, om zijn taken in diverse kerken neer te leggen. Dit gebeurde nadat bekend was geworden dat Frank Houston seksueel misbruik van een minderjarige 30 jaar daarvoor in Nieuw-Zeeland had toegegeven.
In de jaren na Frank Houstons dood in 2004 kwamen nog eens vijf gevallen van kindermisbruik door Frank Houston boven water. In zijn boek Live Love Lead schrijft Brian Houston daarover dat het eerste geval voor hem uit het niets kwam en de ergste crisis in zijn leven veroorzaakte. In 2013 werd Houston als gevolg van deze crisis (waarin hij het beeld van zijn held, zijn vader, moest bijstellen naar dat van een pedofiel die de verschrikkelijkste dingen had gedaan) behandeld voor posttraumatische stressstoornis.
Brian Houston moest in 2015 getuigen bij door de Australische overheid uitgevoerde hoorzittingen over seksueel misbruik in kerken en andere organisaties. Daarbij kwam naar voren dat Hillsong het eerste slachtoffer bij het bekend worden van het misbruik onmiddellijk een bedrag heeft betaald om kosten van psychische zorg te vergoeden. Aan die betaling is geen enkele voorwaarde gesteld en die mag dus ook niet als een afkoopsom of zwijggeld gezien worden aldus Houston. Het slachtoffer wilde anoniem blijven maar is daar nooit toe verplicht.
Brian Houston zei in een interview met Channel 9 niet te weten hoeveel slachtoffers zijn vader daadwerkelijk heeft gemaakt. Hij kent er zes, maar denkt dat het er veel meer kunnen zijn.
In oktober 2021 werd Brian Houston in staat van beschuldiging gesteld voor het niet melden van het misbruik aan de politie. In de aanloop naar de rechtszaak trad Houston op 30 januari 2022 terug als voorganger; aanvankelijk was dat voor de duur van twaalf maanden. Hij had enkele maanden eerder al zijn andere taken bij Hillsong al neergelegd. Bobbie Houston hield het merendeel van haar taken wel aan. Phil en Lucinda Dooley, voorgangers van Hillsong in Zuid-Afrika, zijn daarop als interimvoorgangers voor de duur van een jaar aangesteld.
In april 2022 meldde Geoff Bullock, Hillsong’s eerste muziek-pastor, dat Brian Houston al begin jaren 1990 op de hoogte was van Frank Houstons seksueel overschrijdend gedrag, maar dat dit toentertijd onder de pet werd gehouden.
Brian Houston zou in 2023 worden vrijgesproken. Hij was volgens de rechter altijd open geweest over wat er gebeurd was. Van een doofpot kon dus geen sprake zijn.

### Healer
In 2008 kwam Hillsong in opspraak nadat op hun album This is our God het lied "Healer" was opgenomen.
Michael Guglielmucci, de schrijver en zanger van dit lied over genezing, had doen voorkomen dat hij terminale longkanker had en ging sterven tenzij God ingreep. Nadat het album af was bleek dat hij helemaal geen kanker had maar het syndroom van Münchhausen, een psychische ziekte waarbij een ziekte zo "goed" wordt gefantaseerd dat het voor zowel patiënt als de rest van de wereld voor waar aangenomen wordt. Het album was al in de verkoop. In volgende persingen stond dit lied niet meer op de cd.

### Hillsong Campus Brisbane
In 2009 kwam Hillsong negatief in het nieuws nadat ze de op dat moment al 3000 leden tellende Garden City Christian Church in Brisbane hadden overgenomen. Hiervoor moest toenmalig voorganger van deze kerk, Bruce Hills, na acht jaar zijn ontslag nemen. Dit viel niet bij iedereen, onder wie Bruce Hills zelf, even goed.

### Ontslag Carl Lentz en Darnell Barrett, sluiting Hillsong Dallas
Hillsong ontsloeg in november 2020 Carl Lentz, de populaire voorganger van Hillsong East Coast (eerder Hillsong New York), nadat hij zijn vrouw ontrouw was geweest. Hillsong huurde daarop een extern bureau in om een onafhankelijk onderzoek naar het interne functioneren van de leiding van de East Coast-afdeling te laten doen. Onder Carl Lentz zou onder medewerkers een angstcultuur zijn ontstaan.
In 2021 nam voorganger Darnell Barrett van Hillsong East Coast ontslag nadat hij pikante foto's van zichzelf via Instagram had verspreid.
Tevens werd de in 2019 opgerichte afdeling in Dallas na twee jaar gesloten omdat het lokale voorgangersechtpaar Bogard onjuist met geld van de kerk was omgesprongen. Door de coronapandemie lukte het Hillsong niet om vervangers te regelen.

### Ongepast gedrag Brian Houston
Op 18 maart 2022, bijna twee maanden nadat Brian Houston tijdelijk was teruggetreden in verband met de aanstaande rechtszaak tegen hem inzake niet melden van seksueel misbruik, maakte interim senior pastor Phil Dooley bekend dat Brian Houston in de voorgaande tien jaar ongepast gedrag jegens twee vrouwen had vertoond. Hij had onder invloed van slaappillen  ongepaste berichten gestuurd naar een naaste medewerkster die daarop ontslag nam. Houston bood meteen zijn excuses aan, gaf intern zijn fout toe en betaalde haar door tot ze een nieuwe baan had. In 2019 was hij tijdens een conferentie onder invloed van drank en een overdosering angstremmers gedurende 40 minuten gedesoriënteerd in de verkeerde hotelkamer bij een vrouw. Er zou geen sprake van seks zijn geweest, maar het was wel tegen de gedragscode van de kerk. Houston legde daarop zijn taken voor drie maanden neer en beloofde geen alcohol meer te drinken. Achteraf bleek Houston in die periode toch nog drie maal te hebben gepreekt en niet van de drank af te zijn gebleven. Op 23 maart nam Brian definitief ontslag, op de dag dat de driedelige documentaire Hillsong: A Megachurch Exposed werd uitgezonden via het televisiekanaal Discovery+. Onder andere worden financiële misstanden aan de kaak gesteld, alsmede de prediking van een welvaartsevangelie. De documentaire werd ook vertoond via Investigation Discovery. Deze wordt in december 2022 op twee achtereenvolgende dagen voor het eerst door TLC uitgezonden, met de toegevoegde vierde episode, Hillsong: The Newest Revelations.
Phil Dooley bood de zondag na Houstons ontslag in een emotioneel betoog zijn excuses aan en liet weten dat hij met de raad op vijf punten de statuten heeft gewijzigd om de verantwoordelijkheden van het leiderschap beter te verdelen. Hierbij krijgt de raad meer verantwoordelijkheden en de senior pastor wordt door de raad aangesteld en gemonitord. 
Na de onthullingen in maart 2022 besloot pastor Sam Collier, die in Atlanta een Hillsongkerk aan het oprichten was, zich los te maken van het door schandalen geplaagde Hillsong. Het werd voor hem moeilijk zijn taak uit te voeren terwijl de reeks schandalen hun stempel op zijn werk bleven drukken. Uiteindelijk maakten elf van de zestien kerken in de Verenigde Staten zich rond die tijd los van Hillsong.
De lokale voorganger in Phoenix, Terry Crist, vroeg om een onderzoek naar de raad, die volgens hem bescherming van "het merk Hillsong" prioriteerde boven bescherming van mensen, met als gevolg een gebrek aan transparantie. Hillsong Phoenix zou zich later los maken van Hillsong en door gaan onder de naam City of Grace. Het onderzoek naar alle gebeurtenissen loopt nog. Verdere aanpassingen in de kerkelijke structuur voor meer veiligheid en transparantie worden verwacht.
In 2023 werd bekend dat Houston in de periode kort voor zijn ontslag in de Verenigde Staten was betrapt op rijden onder invloed van alcohol (Naar eigen zeggen parkeerde hij zijn auto ergens anders).
Vanaf de leiderschapswissel in 2022 ging Hillsong een andere koers varen. Ze profileerden zich minder naar buiten toe. Er werd gebroken met een wereldwijde christelijke celebritycultuur waarin Hillsong een grote rol had gespeeld. Veel worship-artiesten werden van de loonlijst gehaald. Hillsong Worship, wat drie decennia het uithangbord van de kerk was geweest stopte met het houden van wereldtoernee’s en bracht geen albums meer op de markt. Ook andere "commerciële" activiteiten werden gestopt of losgemaakt van de kerk. De focus verschoof daarmee terug naar de kerkelijke taken.

## Discografie (albums) "Hillsong Live"
- The power of Your love (1992)
- Stone's been rolled away (1993)
- People just like us (1994)
- Friends in high places (1995)
- God is in the house (1996)
- All things are possible (1997)
- Touching heaven changing earth (1998)
- By your side (1999)
- For this cause (2000)
- You are my world (2001)
- Blessed (2002)
- Hope (2003)
- For all You've done (2004)
- God He reigns (2005)
- Mighty to save (2006)
- Saviour king (2007)
- This is our God (2008)
- Faith + Hope + Love (2009)
- A beautiful exchange (2010)
- Hillsong Chapel - Yahweh (2010)
- God is able (2011)
- Cornerstone (2012)
- Glorius Ruins (2013)
- No Other Name (2014)
- OPEN HEAVEN / River wild (2015)
- Let There Be Light (2016)
- Christmas: The Peace Project (2017)
- There is more (2018)
- Awake (2019)
- Take Heart (Again) (2020)
- These Same Skies (2021)